# Duvanka, Troițke
Duvanka (în ucraineană Дуванка) este un sat în comuna Vivcearove din raionul Troițke, regiunea Luhansk, Ucraina.

## Demografie
Componența lingvistică a localității Duvanka
     Ucraineană (84,31%)
     Rusă (13,73%)
     Belarusă (1,96%)
Conform recensământului din 2001, majoritatea populației localității Duvanka era vorbitoare de ucraineană (84,31%), existând în minoritate și vorbitori de rusă (13,73%) și belarusă (1,96%).